# Kwas benzoesowy
Kwas benzoesowy (łac. acidum benzoicum), E210 – organiczny związek chemiczny, najprostszy aromatyczny kwas karboksylowy. Zbudowany jest z pierścienia benzenowego zawierającego jedną grupę karboksylową. W czasie ogrzewania łatwo sublimuje (entalpia sublimacji ok. 90 kJ/mol). Stosowany jako środek konserwujący do żywności. Jego sole i estry to benzoesany.
Dopuszczalne dzienne spożycie wynosi 5 mg/kg masy ciała.

## Występowanie
W naturze kwas ten występuje w korze czereśni i strączyńca, a także w malinach i anyżu. W postaci anionu benzoesanowego występuje w znacznych ilościach (które mogą przekraczać 0,1%) w żurawinie, grzybach, cynamonie oraz niektórych produktach mlecznych (efekt fermentacji bakteryjnej).

## Otrzymywanie
Do celów przemysłowych można go otrzymywać na drodze czysto syntetycznej. Jedną z jej metod jest utlenienie toluenu, np. za pomocą nadmanganianu potasu. Kwas ten może być też otrzymywany przez hydrolizę benzonitrylu:
C
6H
5CN → C
6H
5CONH
2 → C
6H
5COOH
Schemat hydrolizy benzonitrylu przechodzącej poprzez benzamid do kwasu benzoesowego

## Zastosowanie
Dopuszczony do stosowania w Unii Europejskiej jako dodatek do żywności. Wykorzystywany jako konserwant (zapobiega rozwojowi drożdży i bakterii) oraz aromat do wielu produktów spożywczych, np. warzonych napojów bezalkoholowych, bezmlecznych dipów, ciast (głównie jabłecznika), gumy do żucia, napojów owocowych, margaryny oraz lodów.
Poza przemysłem spożywczym używa się go także w syntezie organicznej wielu związków.
Znajduje także zastosowanie w lecznictwie (jest m.in. składową maści Whitfielda).

## Zagrożenia
W nadmiernych ilościach kwas benzoesowy może powodować astmę, pokrzywkę oraz problemy behawioralne. W niektórych przypadkach wpływa również niekorzystnie na płuca, a także podrażnia oczy i skórę. Jest toksyczny dla układu nerwowego. Ponieważ jego pochodną jest aspiryna, powinny go unikać osoby uczulone na ten lek[niewiarygodne źródło?].